# Henry Vollam Morton
Henry Canova Vollam Morton, citato solitamente come H. V. Morton (Ashton-under-Lyne, 26 luglio 1892 – Somerset West, 18 giugno 1979), è stato un giornalista e scrittore britannico.
Divenne noto per i suoi numerosi libri su Londra, la Gran Bretagna, la Terra santa e il Sudafrica. Raggiunse la fama per la prima volta nel 1923 quando, mentre lavorava per il Daily Express, si occupò della scoperta e dell'apertura della tomba di Tutankhamon da parte dell'archeologo Howard Carter.

## Biografia
Morton nacque ad Ashton-under-Lyne, nel Lancashire, da Joseph Morton, giornalista del quotidiano Birmingham Mail, e Margaret Maclean Ewart. Studiò alla King Edward's School di Birmingham.
Dopo il servizio militare durante la prima guerra mondiale, tornò a Londra, lavorando all'Evening Standard nel 1919-21 e dal 1921 al Daily Express. I suoi articoli sulla vita londinese in quest'ultimo quotidiano divennero molto popolari tra i lettori.
Morton lavorò anche a BBC radio, leggendo le sue opere.
Nel 1923 il Daily Express inviò Morton in Egitto per seguire gli scavi della tomba di Tutankhamon. Morton poté fornire un resoconto da testimone oculare dell'apertura della camera sepolcrale interna contenente il sarcofago di Tutankhamon,  eludendo i diritti esclusivi del Times sulla vicenda. Un giorno dopo l'apertura, la scoperta fu riportata dal Daily Express:
()
I suoi articoli - molto apprezzati - sullo scavo contribuirono a stabilire la reputazione di Morton come giornalista e fecero da volano per la popolarità dei suoi scritti di viaggio e giornalistici.
Il primo libro di Morton, The Heart of London, apparve nel 1925; fu seguito da altre due raccolte dei suoi scritti su Londra, in The Spell of London (1926) e Nights of London (1926). Nel 1926 scrisse una serie di articoli per il Daily Express basati sui suoi viaggi in giro per l'Inghilterra. La serie era intitolata In Search of England ("Alla ricerca dell'Inghilterra") e gli articoli furono successivamente raccolti in un libro con lo stesso nome. Questo divenne un bestseller e il primo dei suoi numerosi libri della serie In Search of....
Il primo libro di viaggi all'estero di Morton, In the Steps of the Master (1934), fu ben accolto; il libro era un resoconto dei viaggi di Morton in Terra Santa. Questo fu presto seguito da In the Steps of St. Paul (1936), e descrive la Turchia 13 anni dopo la guerra d'indipendenza turca e la sua fondazione come stato moderno. Questo fu seguito da Through Lands of the Bible (1938) in cui visita l'Egitto, la Palestina, la Siria e l'Iraq. Estratti di tutti e tre i libri furono combinati e pubblicati come Middle East durante la seconda guerra mondiale per i militari britannici di stanza in Medio Oriente.
Tra il 1931 e il 1942 fu "special writer" al Daily Herald. Nel 1941 fu reporter all'Atlantic Charter tra Winston Churchill e Franklin D. Roosevelt, che in seguito divenne il soggetto del suo libro Atlantic Meeting, pubblicato nel 1943.
Oltre ad Atlantic Meeting (1941), Morton scrisse due libri che descrivono l'Inghilterra e la guerra, inclusa una raccolta di saggi su Londra in The Ghosts of London (1939), I Saw Two Englands (1942) e I, James Blunt che descrive l'Inghilterra dopo una distopica vittoria nazista, come propaganda per il governo britannico. Una storia completa di Londra, (In Search of London) (1951), comprende un esame dei danni dei bombardamenti inflitti a Londra durante la guerra.
Poco dopo la seconda guerra mondiale, Morton fu invitato dal primo ministro dell'Unione del Sudafrica, il generale Jan Christian Smuts, a scrivere, dopo la sua fortunata serie di racconti di viaggio In Search of..., anche un libro sul Sudafrica. Dopo la pubblicazione di In Search of South Africa (1948), Morton si stabilì nel Somerset West vicino a Città del Capo e in seguito accettò la cittadinanza sudafricana. La maestosa villa in stile georgiano, che Morton aveva costruito per sé e sua moglie Violet nel 1948 nel Somerset West, è stata messa in vendita nel 2013 per 30 milioni di rand e successivamente trasformata in una lussuosa guest house.
Durante la metà degli anni '50 e '60 scrisse libri sulla Spagna e l'Italia. A Traveller in Italy è ambientato nel Nord Italia, mentre A Traveller in Southern Italy esplora le province più povere del sud.
Morton, morto a Città del Capo nel 1979, è ricordato come il primo scrittore di viaggi moderno del XX secolo. I suoi diari di viaggio sono stati bestseller per decenni, venduti a milioni in tutto il mondo. Nonostante il suo grande successo, Morton era una persona molto riservata che condivideva tutte le sue conoscenze ed esperienze con i lettori, ma non rivelava nulla della sua vita privata.